# Torreblascopedro
Torreblascopedro ist ein südspanischer Ort und eine Gemeinde (municipio) mit insgesamt 2.402 Einwohnern (Stand: 2024) im Zentrum der Provinz Jaén in der autonomen Region Andalusien. Zur Gemeinde gehört auch die Ortschaft Campillo del Río.

## Lage
Torreblascopedro liegt knapp 38 km (Fahrtstrecke) nordnordöstlich der Provinzhauptstadt Jaén in einer Höhe von ca. 335 m. 
Die südliche Gemeindegrenze bildet der Río Guadalquivir.
Das Klima im Winter ist gemäßigt, im Sommer dagegen warm bis heiß; die geringen Niederschlagsmengen (ca. 456 mm/Jahr) fallen – mit Ausnahme der nahezu regenlosen Sommermonate – verteilt übers ganze Jahr.

## Bevölkerungsentwicklung
| Jahr      | 1970  | 1980  | 1990  | 2000  | 2010  | 2020  |
| Einwohner | 3.892 | 3.259 | 3.021 | 2.976 | 2.799 | 2.448 |

Die deutliche Bevölkerungsrückgang in der zweiten Hälfte des 20. Jahrhunderts ist im Wesentlichen auf die nahezu ausschließliche Anpflanzung von Olivenbäumen, die damit einhergehende Mechanisierung und den daraus resultierenden Verlust von Arbeitsplätzen zurückzuführen.

## Sehenswürdigkeiten
- Josephskirche (Iglesia de San José)
- Isidorkirche (Iglesia de San Isidro) in Campillo del Río

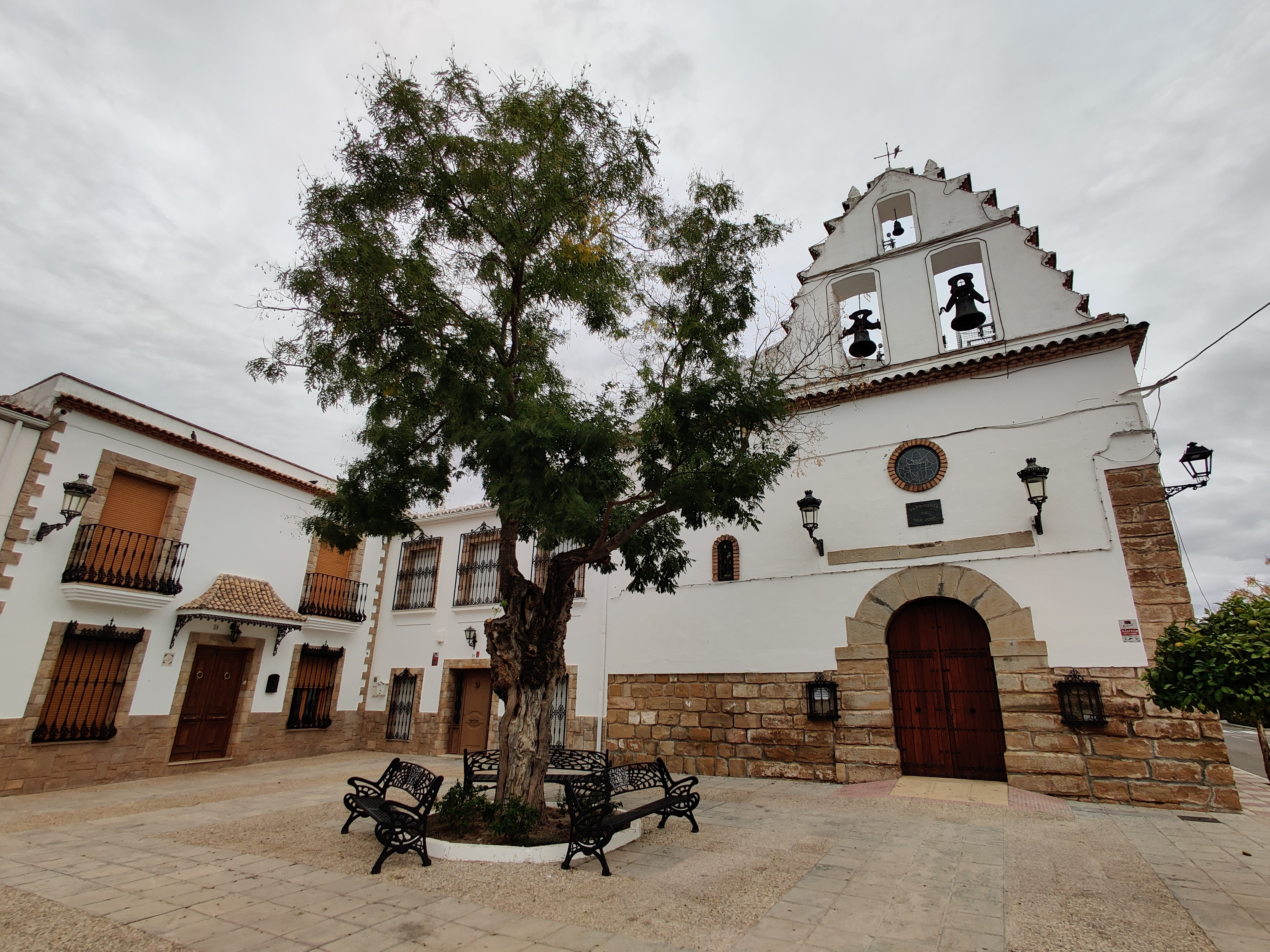
Josephskirche
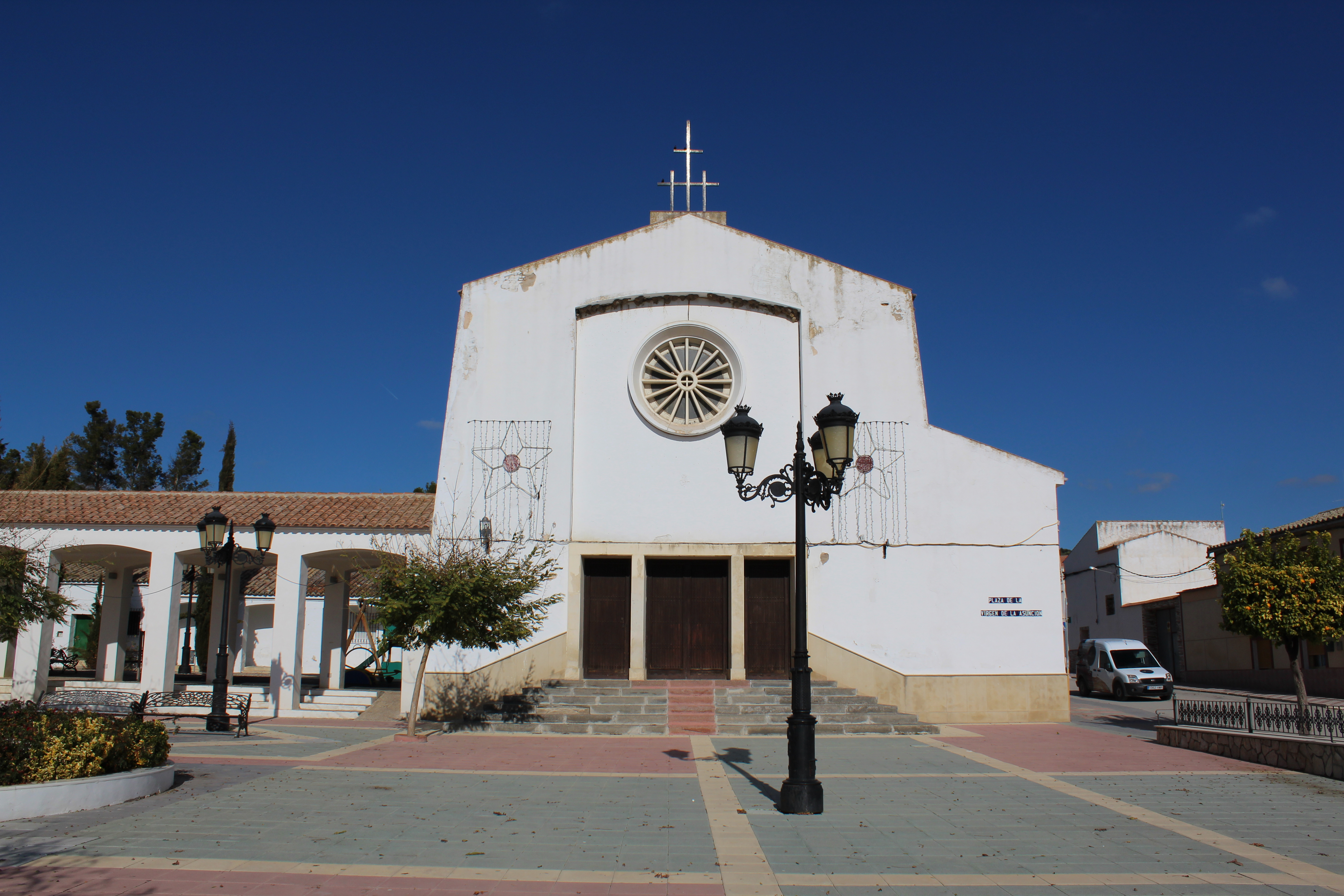
Isidorkirche
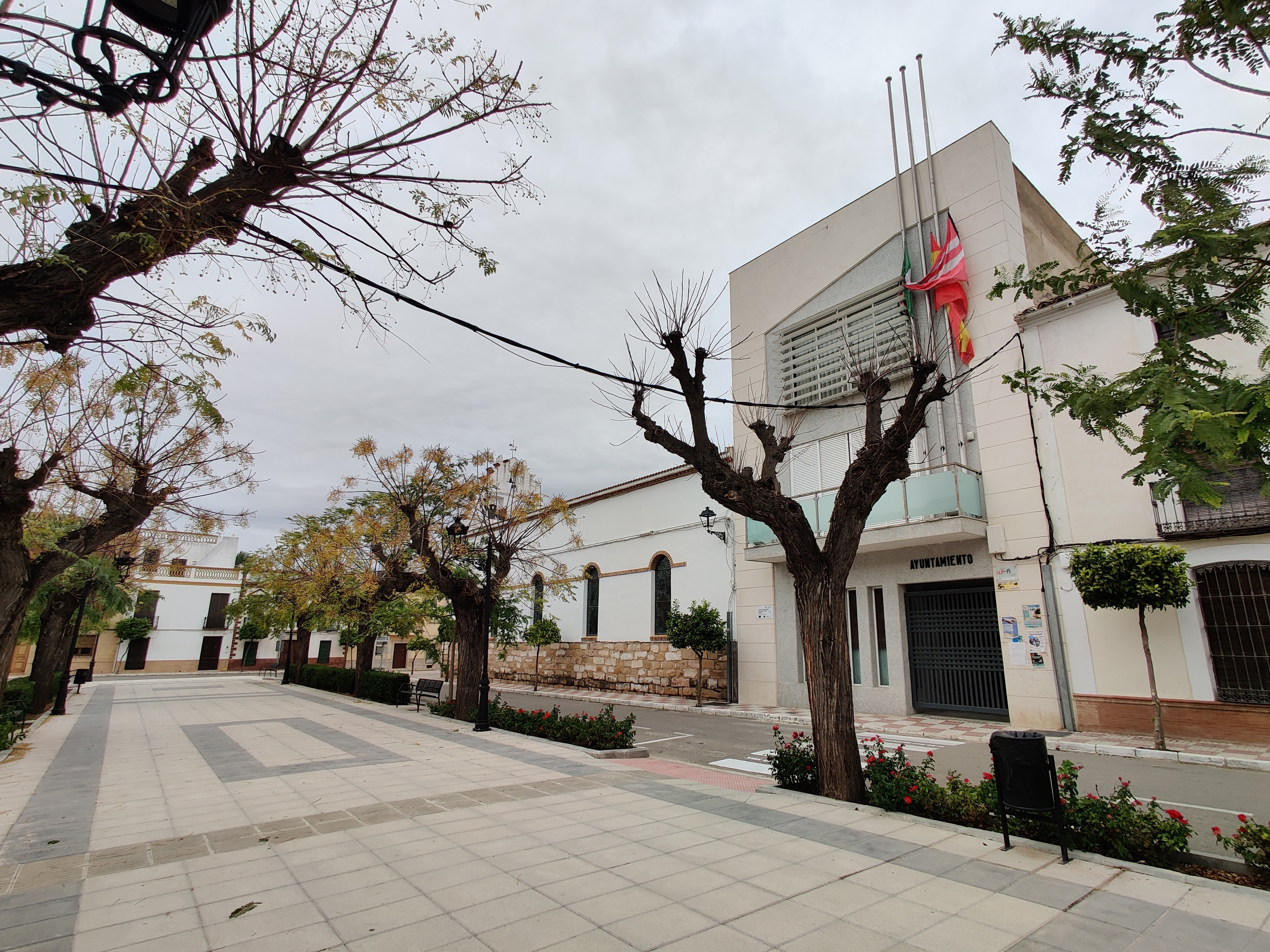
Rathaus